# Hernando da Silva Ramos
Hernando João »Nano« da Silva Ramos, brazilski dirkač Formule 1, * 7. december 1925, Pariz, Francija.

## Življenjepis
Debitiral je v sezoni 1955, ko je na treh dirkah zabeležil dva odstopa in osmo mesto na dirki za Veliko nagrado Nizozemske. V naslednji sezoni 1955 je nastopil na štirih dirkah in na dirki za Veliko nagrado Monaka je s petim mestom dosegel edino uvrstitev med dobitnike točk v karieri, po koncu sezone pa se je upokojil kot dirkač.

## Popolni rezultati Formule 1
(legenda) (odebeljene dirke pomenijo najboljši štartni položaj, poševne pa najhitrejši krog, †-uvrščen kljub odstopu)
| Leto | Moštvo         | Šasija          | Motor              | 1   | 2     | 3   | 4   | 5     | 6      | 7       | 8       | Prv | Toč |
| ---- | -------------- | --------------- | ------------------ | --- | ----- | --- | --- | ----- | ------ | ------- | ------- | --- | --- |
| 1955 | Equipe Gordini | Gordini Type 16 | Gordini Straight-6 | ARG | MON   | 500 | BEL | NIZ 8 | VB Ret | ITA Ret |         | -   | 0   |
| 1956 | Equipe Gordini | Gordini Type 16 | Gordini Straight-6 | ARG | MON 5 | 500 | BEL |       |        |         |         | 19. | 2   |
| 1956 | Equipe Gordini | Gordini Type 32 | Gordini Straight-8 |     |       |     |     | FRA 8 | VB Ret | NEM     | ITA Ret | 19. | 2   |